# Nelsonia (plante)
Pour les articles homonymes, voir Nelsonia.
Genre
Nelsonia est un genre de plantes à fleurs de la famille des Acanthaceae.
Ce sont des plantes originaires d'Afrique tropicale, de Madagascar, d'Amérique latine, d'Australie et d'Asie du Sud-Est.
C'est le genre type de la sous-famille des Nelsonioideae.

## Liste des espèces
Selon "The Plant List" 9 octobre 2012
- Nelsonia canescens (Lam.) Spreng. , (1824)
- Nelsonia gracilis Vollesen, (1994)
- Nelsonia nummulariaefolia (Vahl) Roem. & Schult., (1817)
- Nelsonia smithii Oerst., (1854)

Selon GBIF:
- Nelsonia albicans H.B. & K.
- Nelsonia brunellodes Kuntze
- Nelsonia brunelloides (Lam.) Kuntze
- Nelsonia campestris R.Br.
- Nelsonia canescens Spreng.
- Nelsonia gracilis Vollesen
- Nelsonia hirsuta Roem. & Schult.
- Nelsonia lamiifolia Spreng.
- Nelsonia nummulariaefolia Roem. & Schult.
- Nelsonia origanoides Roem. & Schult.
- Nelsonia pohlii Nees
- Nelsonia rotundifolia R.Br.
- Nelsonia senegalensis Oerst.
- Nelsonia smithii Oerst.
- Nelsonia tomentosa A.Dietr.
- Nelsonia vestita Schult.
- Nelsonia villosa Oerst.

## Espèces aux noms synonymes, obsolètes et leurs taxons de référence
Selon "The Plant List" 9 octobre 2012
- Nelsonia albicans Kunth = Nelsonia canescens (Lam.) Spreng. , (1824)
- Nelsonia brunelloides (Lam.) Kuntze = Nelsonia canescens (Lam.) Spreng. , (1824)
- Nelsonia campestris R.Br. = Nelsonia canescens (Lam.) Spreng. , (1824)
- Nelsonia campestris var. vestita (Roem. & Schult.) C.B. Clarke = Nelsonia canescens (Lam.) Spreng. , (1824)
- Nelsonia canescens var. smithii (Oerst.) E.Hossain 	= Nelsonia smithii  Oerst. , (1854)
- Nelsonia canescens var. vestita (Roem. & Schult.) E. Hossain = Nelsonia canescens (Lam.) Spreng. , (1824)
- Nelsonia hirsuta (Vahl) Roem. & Schult. = Nelsonia canescens (Lam.) Spreng. , (1824)
- Nelsonia lamiifolia (Roxb.) Spreng. = Nelsonia canescens (Lam.) Spreng. , (1824)
- Nelsonia origanoides (Vahl) Roem. & Schult. = Nelsonia canescens (Lam.) Spreng. , (1824)
- Nelsonia pohlii Nees = Nelsonia canescens  (Lam.) Spreng. , (1824)
- Nelsonia rotundifolia R. Br. = Nelsonia canescens (Lam.) Spreng. , (1824)
- Nelsonia senegalensis Oerst. = Nelsonia canescens (Lam.) Spreng. , (1824)
- Nelsonia tomentosa A. Dietr. = Nelsonia canescens (Lam.) Spreng. , (1824)
- Nelsonia villosa Oerst. = Nelsonia canescens (Lam.) Spreng. , (1824)

## Espèces au statut non encore résolu
Selon "The Plant List" 9 octobre 2012
- Nelsonia pre Herbarium Practice, Following Welman.
- Nelsonia vestita Schult.